# Une épouse modèle
Pour plus de détails, voir Fiche technique et Distribution.
Une épouse modèle (titre original : Model Wife) est un film américain réalisé par Leigh Jason, sorti en 1941.

## Synopsis
Joan et Fred Chambers sont mariés et travaillent tous les deux au grand magasin Bensons. La politique de l'entreprise interdit l'emploi des personnes mariées et ils prétendent donc tous deux être célibataires. Mais la situation va se compliquer lorsque le fils du propriétaire prend Joan comme secrétaire et pense qu'elle ferait une épouse parfaite pour lui ...

## Fiche technique
- Titre : Une épouse modèle
- Titre original : Model Wife
- Réalisation : Leigh Jason
- Scénario : Grant Garett, Horace Jackson, Charles Kaufman
- Photographie : Norbert Brodine
- Montage : Arthur Hilton
- Musique : Hans J. Salter, Ralph Freed (non crédité), Charles Previn (non crédité), Frank Skinner (non crédité)
- Direction artistique :
- Décors :
- Costumes : Lewis Royer Hastings dit Royer, Vera West
- Son : John L. Cass
- Effets spéciaux : Vernon L. Walker
- Producteur : Leigh Jason
- Société de production : Universal Pictures
- Société(s) de distribution : Universal Pictures (États-Unis), General Film Distributors (Royaume-Uni)
- Pays de production :  États-Unis
- Langue : anglais américain
- Format : Noir et blanc — 35 mm — 1,37:1 — Son : Mono (Western Electric Mirrophonic Recording)
- Métrage : 2 163 mètres (8 bobines)
- Genre : Comédie
- Durée : 78 minutes (1 h 18)
- Dates de sortie : 
  - États-Unis : 18 avril 1941
  - France : 6 octobre 1944

## Distribution
- Joan Blondell : Joan Keating Chambers
- Dick Powell : Fred Chambers
- Charles Ruggles : Milo Everett
- Lucile Watson : J.J. Benson
- Ruth Donnelly : Mrs. Milo Everett
- Billy Gilbert : Dominic
- John Qualen : le concierge
- Lorraine Krueger : Jitterbug
- Glen Turnbull : Jitterbug
- Eddie Acuff :  rôle indéterminé (non crédité)
- Kathryn Adams : une vendeuse (non créditée)
- Gloria Blondell : Gloria (non créditée)
- Stanley Blystone : un policier (non crédité)
- Frankie Burke : le garçon messager (non crédité)
- Mary Carr : la servante (non créditée)
- Virginia Carroll : une vendeuse (non créditée)
- George Chandler : Joe (non crédité)
- Irene Coleman : Miss Smith (non créditée)
- Monte Collins : un joueur (non crédité)
- Ray Cooke : le facteur (non crédité)
- Frank Dawson : le majordome (non crédité)
- Lester Dorr : un serveur (non crédité)
- Alan Edwards : rôle indéterminé (non crédité)
- Billy Engle : rôle indéterminé (non crédité)
- Frank Faylen : le maître de cérémonie (non crédité)
- George Guhl : Bartender (non crédité)
- Jack Gwynne : le prestidigitateur (non crédité)
- Bud Jamison : un patrouilleur (non crédité)
- Mary Kelley : Miss Kendall (non créditée)
- Cathy Lewis : Salesgirl (non créditée)
- Vera Lewis : Mrs. Leahy (non créditée)
- Ferdinand Munier : Mr. Howard (non crédité)
- Sunnie O'Dea : la vendeuse licenciée (non crédité)
- Henry Roquemore : Perry (non crédité)
- Tom Seidel : Stage Door Johnnie (non crédité)
- Charles Sherlock : un joueur (non crédité)
- Grace Stafford : Miss Manahan (non créditée)
- Laura Treadwell : une cliente (non créditée)
- Dick Wessel : l'homme dans la blanchisserie (non crédité)
- Mervin Williams : un joueur (non crédité)
- Dale Winter : Anna (non créditée)